# Франц Бьом
Франц Бьом (на немски: Franz Boehm) е немско-полски пастор, енорийски свещеник на Кьолнската архиепископия, противник на режима на Третия райх и мъченик на Католическата църква.

## Биография
Франц Бьом е роден в Западна Прусия, която днес се намира в полския регион Варминско-Мазурско войводство. Той произхожда от семейство с немско-полски произход. Родителите му са били учители по време на Културкампф на Ото фон Бисмарк, така че семейството е принудено да се премести в Рейнланд през 1893 г. по официална заповед. Франц Бьом завършва гимназия в Мьонхенгладбах. След като учи философия и теология в Бон, той е ръкоположен за свещеник в Кьолнската катедрала през 1906 г. По време на трите си назначения като капелан в Рурската област, свободното му владеене на полски език му позволява да се включи и в пастирска работа за Полша. През 1917 г. получава първото си назначение за енорийски свещеник в църквата „Света Екатерина“ в Дюселдорф. Франц Бьом проповядва срещу националсоциализма на различни места между 1923 и 1944 г., за което е трябвало да понесе много репресии. По време на нацисткия режим той е в постоянен конфликт с властите. През 1944 г. е арестуван и отведен в концентрационния лагер Дахау, където умира през февруари 1945 г.

### Произведения (избор)
- Franz Boehm (1908): Die Unsterblichkeit der menschlichen Seele bewiesen aus dem Leben der Natur und des Geistes, aus den Tatsachen der Geschichte und der Offenbarung.

### За Франц Бьом
- Peter Buter / Rudolf Pohlmann (2005): Pfarrer Franz Boehm 1880-1945: sein Leben, sein pastorales und kreativ-sozialpolitisches Wirken, sein Widerstand und seine Verfolgung im Dritten Reich, ISBN 978-3-00-016142-1.